# Taminango
Taminango – miasto w Kolumbii, w departamencie Nariño.